# Geranium lilacinum
Geranium lilacinum är en näveväxtart som beskrevs av Reinhard Gustav Paul Knuth. Geranium lilacinum ingår i släktet nävor, och familjen näveväxter. Inga underarter finns listade i Catalogue of Life.